# Пљоснати црви
Пљоснати црви (Plathelmynthes) су најпримитивније вишећелијске животиње које имају билатералну симетрију.
За разлику од сунђера и дупљара, који углавном воде сесилан начин живота, ове животиње се активно крећу што доводи до развоја билатералне симетрије, снажнијег развића мишића, нервног система и чула. Нервни систем и чула се посебно концентришу на предњем делу тела, којим се ове животиње крећу напред, што доводи до појаве цефализације - образовање главеног региона. Цефализација се огледа у концентрацији чулних органа и нерава у предњем делу тела. Немају телесну дупљу већ је простор између епидермиса и црева испуњен везивним ткивом паренхимом (мезенхимом). Телесна дупља је простор између телесног зида и унутрашњих органа или црева. 
Тело им је спљоштено у леђно-трбушном (дорзо-вентралном) правцу. Тело је такође и цефализовано, што значи да се уочава главени и репни регион. Поред слободноживећих, овај тип обухвата и паразитске врсте. Живе у води и на влажним местима.

## Грађа
- Кожни систем

Кожни систем има заштитну улогу, али утиче и на облик и чврстину тела. Чини га једнослојан епидермис (покожица) која је сачињена од епителијалних, жлезданих, чулних и неких специјализованих ћелија. Испод епидермиса налази се мишићни слој који садржи три врсте мишића и то косе, кружне и уздужне мишиће.
- Цревни систем

По први пут у еволуцији црево је диференцирано, почиње усним отвором а завршава се у цревној дупљи. Немају задње црево и анални отвор, али изузетак су немертине које имају и задње црево и анални отвор. Желудачни део налази се као проширење у средњем делу дупље.
Варење хране одвија се делимично унутарћелијски и делимично ванћелијски. Код неких врста задњи део се грана у више грана које се слепо завршавају у параенхиму. Варење почиње у цревној дупљи (захваљујући специјализованим ћелијама које луче секрет), а наставља се у ћелијама епидермиса. Несварене материје и остатке избацују кроз усни отвор.
- Нервни систем

Нервни систем је врпчастог типа. Састоји се од мождане ганглије са које полазе нервне врпце, од којих су бочне најразвијеније и све су међусобно повезане попречним везама (комисурама). Посебних органа за дисање немају већ се респирација обавља целом површином тела.
- Екскреторни систем

Екскреторни систем (систем за излучивање) се састоји од протонефридија. То су танке цевчице које се на једном крају слепо завршавају у паренхиму, а на другом крају су отворене и у контакту су са спољашњом средином. На слепо завршеном крају протонефридије налази се трепљаста ћелија чије трепље покрећу течност у каналићу.

## Размножавање
1. Бесполно - попречном деобом
2. Полно

Полно размножавање врши се полним жлездама и то семеницима и јајницима. Семеници су мушке полне жлезде које садрже семоводе у којима се стварају сперматозоиди, а јајници су женске полне жлезде које садрже јајоводе у којима се формирају женске полне ћелије (јајне ћелије), такође садрже и жуманчиште (утерус) у део у коме се складиште зрела јаја (оплођена). Оплођење је углавном спољашње али се код неких среће и унутрашње, из зигота настаје покретна трепљаста ларва. Пошто су хермафродити, имају и мушке и женске полне органе, једна јединка може сама донете младе на свет.

## Класификација
Овај тип обухвата три класе :
1. Трепљасти црви (Turbelaria), слободноживећи облици чији је представник планарија (Planaria)
2. Метиљи (Trematodes)
3. Пантљичаре (Cestodes)